# UC-39号潜艇
陛下之UC-39号艇是德意志帝国海军于第一次世界大战期间建造的其中一艘UC-II型近岸布雷潜艇或称U艇。它由汉堡的布洛姆与福斯船厂承建，于1916年6月25日新船下水，至同年10月31日交付使用。其全长50.35米，水面及水下排水量分别为427吨和509吨，艇载武器则包括三具鱼雷发射管、六具水雷滑射槽以及一门88毫米口径甲板炮。UC-39号入役后曾被部署至驻比利时的佛兰德区舰队，并参与了大西洋潜艇战。在其仅有的一次巡逻，共击沉3艘协约国或中立国商船，容积总吨累计为5150吨。1917年2月8日，UC-39号在弗兰伯勒角附近遭英国驱逐舰矢嘲鸫号击沉，造成艇内7名官兵阵亡、17人获救。

## 设计
1915年秋天，由于中立国美国的干预，U艇战几乎陷入停顿，导致德国广泛开展《国际法》所允许的水雷战，从而使布雷潜艇的需求量相应增加。德意志帝国海军潜艇监察局（Inspektion des U-Bootwesens）的开发部门留意到了这一点，遂以UB-II型为基础，按照兼顾布雷效率和生产速度的要求，以41号工程的名义设计了UC-II型潜艇。为了弥补前型UC-I型的缺陷，UC-II型艇不仅更大，而且采用双轴推进系统。然而，与前型最主要的区别在于，UC-II型艇重新运用了双壳体结构。但它并非纯粹的双体潜艇，而是一种中间过渡型；因为外层没有封闭耐压壳体，而是作为鞍形水柜附在上方。
UC-39号是UC-II型方案的第二批次产品。其技术参数与前一批次大致相同，但体积稍大，全长为50.35米，并有3.65米的吃水深度；由于不再考虑铁路运输的装载限界，舷宽也有5.22米。其水上和水下排水量分别为427吨和509吨。艇只采用两台猛狮六缸四冲程600匹公制馬力（440千瓦特）柴油机用于水面运行，以及两台460匹公制馬力（340千瓦特）的BBC电动发电机用于水下航行；水面最高航速11.6節（21.5每小時），水下6.8節（12.6每小時）；能够在水面以7節（13每小時）航速续航10,180海里（18,850），或以4節（7.4每小時）连续在水下航行54海里（100）而无需充电。其潜没需时约为35秒，能够在50米的深度下运作。
作为布雷潜艇，UC-39号改将六具布雷滑射槽安装在艇体前部，每具储存井内的水雷数量为3枚，即合共18枚UC200型水雷。布雷时只需将存储井底部的盖板打开，水雷便可凭借自身重量滑入水中。随着滑射槽长度增加，艇体艏楼的上层建筑被抬高，上层建筑与司令塔之间的凹陷处布置了一门88毫米30倍径速射炮作为甲板炮。但由于位置相对较低，火炮甲板在恶劣海况下很容易被涌浪淹没。此外，UC-39号还装备有三具500毫米鱼雷发射管，这极大提升了潜艇的攻击能力。其中艇艏两具外置在两侧、艇艉一具则为内置式，并可搭载合共7枚G6型鱼雷。其标准船员编制为3名军官及23名水兵。

## 历史
1915年11月20日，在海军元帅阿尔弗雷德·冯·提尔皮茨的倡议下，国家海军办公室分别向三家德国造船厂合共增订15艘UC-II型潜艇。UC-39号因此成为汉堡布洛姆与福斯船厂承建的第二批次（UC-34至UC-39号）末艇，建造编号为280。它于1916年6月25日新船下水，至同年10月31日在首度担任艇长的海军上尉奥托·海因里希·托尔诺的指挥下交付使用，随即展开海试。完成海试后，该艇于1917年2月1日在后任艇长、海军中尉奥托·埃伦特劳特的率领下从基尔启程前往比利时，至2月3日抵达泽布吕赫并加入驻当地的佛兰德区舰队，成为海军佛兰德集团军的一份子。
在佛兰德役期的首次巡逻中，UC-39号前往英格兰东岸击沉了3艘协约国或中立国商船，容积总吨累计为5150吨。它亦因此于1917年2月8日在弗兰伯勒角附近被正在巡逻的英国皇家海军驱逐舰矢嘲鸫号发现。当UC-39号下潜时，矢嘲鸫号投以深水炸弹回应，这对潜艇造成了严重破坏，迫使其浮出水面。驱逐舰继而向水面上的潜艇开火，直到它意识到UC-39号的船员已全数投降。矢嘲鸫号营救了17名德国人和2名被囚禁在UC-39号艇内的英国水手，另有7名德国官兵阵亡。UC-39号在被试图拖曳回港的途中（53°56′N 0°5′E / 53.933°N 0.083°E）沉没。

## 袭击历史摘要
| 日期         | 船名          | 船籍 | 吨位 | 结局 |
| ------------ | ------------- | ---- | ---- | ---- |
| 1917年2月7日 | 汉斯·金克号   | 挪威 | 2667 | 击沉 |
| 1917年2月8日 | 汉娜·拉尔森号 | 英国 | 1311 | 击沉 |
| 1917年2月8日 | 艾达号        | 挪威 | 1172 | 击沉 |

## 脚注
1. 1 2 3  Helgason, Guðmundur. . German and Austrian U-boats of World War I - Kaiserliche Marine - Uboat.net.   [2009-02-23].
2. ↑  Tarrant，第173頁.
3. 1 2 3  Gröner 1991，第31-32頁.
4. 1 2  Helgason, Guðmundur. . German and Austrian U-boats of World War I - Kaiserliche Marine - Uboat.net.   [2015-02-23].
5. ↑  Helgason, Guðmundur. . German and Austrian U-boats of World War I - Kaiserliche Marine - Uboat.net.   [2015-02-23].
6. ↑  陈进，第48頁.
7. ↑  陈进，第46頁.
8. ↑  Herzog，第139頁.
9. ↑  NARS，第128頁.
10. 1 2  Helgason, Guðmundur. . German and Austrian U-boats of World War I - Kaiserliche Marine - Uboat.net.   [2015-02-23].
11. ↑  Grant，第66頁.